# Fliegende Spritze
„Fliegende Spritzen“ ist eine Bezeichnung für transgene Stechmücken, die bei einem Insektenstich mit ihrem Sekret einen Impfstoff injizieren. Die Bezeichnung wird veraltet auch für blutsaugende Insekten verwandt, die Infektionskrankheiten übertragen.

## Eigenschaften
Im Jahr 2008 verlieh die Gates Foundation Forschungsgelder in Höhe von 100.000 US-Dollar an Hiroyuki Matsuoka von der Jichi Medical University in Japan für die Erforschung der fliegenden Spritze zur Anwendung eines Malariaimpfstoffs, unter der Bedingung der Freigabe der kommerziellen Nutzung der Forschungsergebnisse in Entwicklungsländern. Bei Erfolg besteht die Möglichkeit einer anschließenden Förderung in Höhe von 1.000.000 Dollar. Die Zeitung The Washington Post bezeichnete fliegende Spritzen als „tollkühne Idee“ (englisch bold idea). Erste Impfversuche mit transgenen Malariamücken (Anopheles stephensi), die das Circumsporozoit-Protein (CSP) von Plasmodien in ihrer Speicheldrüse bildeten, schlugen fehl, weil das CSP nicht aus den Speicheldrüsen sezerniert wurde. Im Jahr 2012 wurden erste erfolgreiche Immunisierungsversuche mit Stechmücken durchgeführt, die als Modellantigen das rot fluoreszierende Protein DsRed beim Biss in den Wirt sezernieren.